# EP u hokeju na travi za žene 2007., razred Challenge
Europsko prvenstvo u hokeju na travi za žene 2007., trećeg, najnižeg natjecateljskog razreda "Challenge" se održava u Hrvatskoj, u Zagrebu.
Održava se u razdoblju od 2. do 8. rujna 2007.

## Sudionice
Sudionice su Wales, Švicarska, Hrvatska, Poljska, Turska, Slovačka i Srbija.
Igra se u dvije skupine.

U skupini "A" su Hrvatska, Wales i Švicarska.

U skupini "B" su Poljska, Turska, Slovačka i Srbija.

## Natjecateljski sustav
Natjecanje se održava u dva dijela.

U prvom dijelu se djevojčadi natječu u skupinama, u kojima se igra po jednostrukom ligaškom sustavu. 

Bodovanje je po idućem sustavu: za pobjedu se dobiva tri boda, za neriješeni susret jedan bod, a za poraz ništa.

U drugom dijelu se djevojčadi iz dviju skupina igraju unakriž u borbi za poredak.

Prve dvije djevojčadi iz obiju skupina odlaze u borbu za viši poredak i osvajanje prva dva mjesta, koja daju pravo sudjelovanja višem natjecateljskom razredu (razredu "Trophy") na idućem europskom prvenstvu. 

Djevojčadi koje izgube u poluzavršnici, odlaze u borbu za 3. mjesto, a pobjednice su osigurale promicanje u viši razred. Također, i pobjednice igraju za poredak, za 1. mjesto.

Zadnje dvije djevojčadi iz skupine "B", zajedno s 3. momčadi iz skupine "A" odlaze u borbu za poredak od 5. do 7. mjesta. Te tri djevojčadi tvore skupinu "C", u kojoj igraju međusobno po jednostrukom ligaškom sustavu, a ishodi međusobnih susreta iz prvog dijela se prenose. Posljednji u skupini "C" ispada u niži natjecateljski razred, razred "Challenge 2".

## Rezultati

### Skupina "A"
| Djevojčad | Ut | Pb | N | Pz | Pri | Pos | Bod |
| --------- | -- | -- | - | -- | --- | --- | --- |
| Wales     | 2  | 2  | 0 | 0  | 8   | 3   | 6   |
| Švicarska | 2  | 1  | 0 | 1  | 9   | 6   | 3   |
| Hrvatska  | 2  | 0  | 0 | 2  | 1   | 9   | 0   |

| 2. rujna | Wales    | Švicarska | 5 : 3 | (2 : 0) |
| 3. rujna | Hrvatska | Švicarska | 1 : 6 | (1 : 4) |
| 5. rujna | Hrvatska | Wales     | 0 : 3 | (0 : 0) |

#### Skupina "B"
| Djevojčad | Ut | Pb | N | Pz | Pri | Pos | Bod |
| --------- | -- | -- | - | -- | --- | --- | --- |
| Poljska   | 3  | 3  | 0 | 0  | 27  | 2   | 9   |
| Slovačka  | 3  | 2  | 0 | 1  | 18  | 4   | 6   |
| Srbija    | 3  | 1  | 0 | 2  | 1   | 19  | 1   |
| Turska    | 3  | 0  | 0 | 3  | 2   | 23  | 1   |

| 2. rujna | Poljska  | Turska   | 14 : 0 | (5 : 0) |
|          | Slovačka | Srbija   | 8 : 0  | (5 : 0) |
| 3. rujna | Poljska  | Srbija   | 10 : 0 | (6 : 0) |
|          | Slovačka | Turska   | 8 : 1  | (5 : 1) |
| 5. rujna | Turska   | Srbija   | 1 : 1  | (0 : 0) |
|          | Poljska  | Slovačka | 3 : 2  | (2 : 2) |

## Natjecanja za poredak
| Djevojčad | Ut | Pb | N | Pz | Pri | Pos | Bod |
| --------- | -- | -- | - | -- | --- | --- | --- |
| Hrvatska  | 2  | 2  | 0 | 0  | 9   | 0   | 6   |
| Turska    | 2  | 0  | 1 | 1  | 1   | 3   | 1   |
| Srbija    | 2  | 0  | 1 | 1  | 1   | 8   | 1   |

| 7. rujna | Hrvatska | Turska | 2 : 0 | (0 : 0) |
| 8. rujna | Hrvatska | Srbija | 7 : 0 | (4 : 0) |

Hrvatska je osvojila 5. mjesto, Turska 6., a Srbija 7. mjesto, čime je ispala u niži natjecateljski razred, "Challenge 2" (čije natjecanje će početi 2009.).

### Borba za viši natjecateljski razred
| 7. rujna     | Poljska   | Švicarska | 5 : 4                                 | (2 : 2) |
|              | Wales     | Slovačka  | 4 : 1                                 | (3 : 1) |
| Za 3. mjesto |           |           |                                       |         |
| 8. rujna     | Švicarska | Slovačka  | 1 : 0                                 | (0 : 0) |
| Završnica    |           |           |                                       |         |
|              | Wales     | Poljska   | 2 : 2 (4 : 2), nakon kaznenih udaraca | (2 : 1) |

## Konačna ljestvica
| Mj. | Država    |
| --- | --------- |
| 1.  | Wales     |
| 2.  | Poljska   |
| 3.  | Švicarska |
| 4.  | Slovačka  |
| 5.  | Hrvatska  |
| 6.  | Turska    |
| 7.  | Srbija    |

Wales i Poljska su promaknute u viši natjecateljski razred, razred "Trophy".

Srbija je ispala u niži natjecateljski razred, razred "Challenge 2".

## Vanjske poveznice
- Eurohockey.org  Arhivirana inačica izvorne stranice od 9. svibnja 2009. (Wayback Machine)